# Шарро, Поль
Поль Шарро (фр. Paul Charruau; родился 12 июля 1993 года в Париже, Франция) — французский футболист, вратарь клуба «Амьен».

## Клубная карьера
Шарро — воспитанник клуба «Валансьен». Продолжительное время для получения игровой практики он выступал за дублёров. После вылета команды из элиты и ухода части основных игроков Поль получил свой шанс. 29 августа 2014 года в матче против «Осера» он дебютировал в Лиге 2. Летом 2016 года Шарро перешёл в «Бастию». 5 ноября в матче против «Лиона» он дебютировал в Лиге 1, заменив во втором тайме Садьо Диалло.

## Международная карьера
В составе юношеской сборной Франции Шарро принял участие в юношеском чемпионате Европы в Эстонии. На турнире он был запасным и на поле не вышел.
В 2013 году в составе молодёжной сборной Франции Поль стал победителем молодёжного чемпионата мира в Турции. На турнире он вновь остался в запасе.

## Достижения
Международные
 Франция (до 21)
- Молодёжный чемпионат мира — 2013